# Rai Sport
Rai Sport HD是一个意大利体育电视频道，由国有RAI电视网络于1999年推出。它在HDTV的Rai Mux A上的DTT频道58上播放意大利和国际体育赛事。它也可以在Sky Italia上获得。
2010年5月18日，一个姐妹频道Rai Sport 2推出。然而，该频道于2017年2月5日关闭。Rai Sport + HD于2015年9月14日推出，恢复了2009年至2010年使用的Rai Sport +品牌。

## 徽标

Rai Sport的第二个徽标从2008年5月10日至2009年6月15日使用。
Rai Sport的第四个也是以前的徽标，从2010年5月18日至2017年4月9日使用。
Rai Sport的第五个也是之前的徽标，从2017年4月10日至2022年6月6日使用。
Rai Sport自2022年6月6日以来的第六个也是现在的标志。